# تيتوان (محطة مترو أنفاق مدريد)
تيتوان (بالإسبانية: Tetuán)‏ هي محطة مترو أنفاق في مدريد في إسبانيا، تقع على الخط رقم 1.